# Population des autochtones de Californie

Population autochtone de Californie, selon Cook 1978.

La population des Autochtones de Californie fait référence à la population des peuples autochtones de Californie. Les estimations avant et après le contact européen ont considérablement varié. Les estimations préalables au contact vont de 133 000 à 705 000 individus, certains chercheurs récents concluant que ces estimations sont faibles.
À la suite de l'arrivée des Européens en Californie, la maladie et la violence ont réduit la population à 25 000 habitants. Pendant et après la ruée vers l'or en Californie, on estime que les mineurs et d'autres ont tué environ 4 500 individus des peuples autochtones de Californie entre 1849 et 1870. En 2005, la Californie est l'État avec la plus grande population amérindienne auto-identifiée selon le recensement américain s'élevant à 696 600 individus.

## Estimations pré-contact

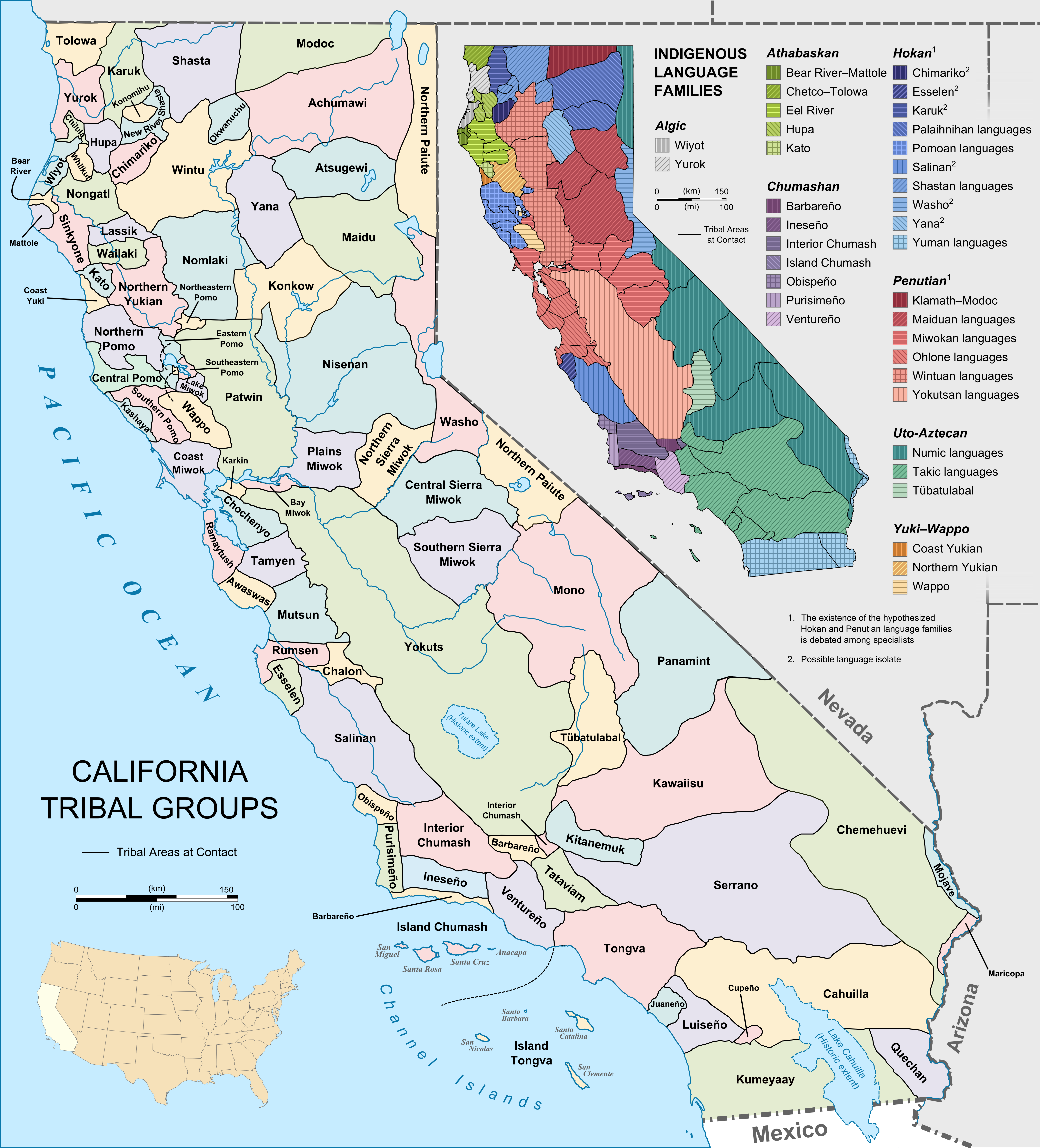
Carte territoriale des groupes tribaux et des langues de Californie avant le contact européen

Les historiens ont calculé la population californienne indigène avant l'entrée européenne dans la région en utilisant un certain nombre de méthodes, notamment:
- Registres de mission (naissances, baptêmes, décès et nombre total de néophytes à des périodes particulières);
- Comptage des villages identifiés à partir de documents historiques, ethnographiques ou archéologiques, multiplié par des estimations du nombre moyen d'habitants par village;
- Estimations écologiques de la capacité de charge humaine régionale, compte tenu des technologies et des économies autochtones;
- Extrapolations de la densité de population de régions mieux documentées vers des régions moins connues; et
- Extrapolation à partir des recensements historiques, en utilisant les taux estimés de diminution de la population.

Peu d'analystes affirment que ces méthodes donnent des chiffres exacts. Les estimations élaborées par différents analystes varient généralement d'un facteur de deux ou plus. Stephen Powers a initialement estimé que la population pré-contact de l'État était de 1 520 000 personnes. Il a ensuite réduit ce chiffre à 705 000,.
C. Hart Merriam propose la première analyse détaillée. Il fonde ses estimations sur les registres des missions et les  extrapole aux zones non missionnées. Son estimation pour l'État dans son ensemble est de 260 000. Alfred L. Kroeber a fait une nouvelle analyse détaillée, à la fois pour l'État dans son ensemble et pour les différents groupes ethnolinguistiques qui le composent. Il a réduit le chiffre de Merriam d'environ la moitié, à 133 000 Californiens indigènes en 1770.
Martin A. Baumhoff a utilisé une base écologique pour évaluer la capacité de charge potentielle et a estimé une population autochtone de 350 000 personnes.
Sherburne F. Cook est l'étudiant le plus persévérant et le plus assidu du problème, examinant en détail à la fois les estimations pré-contact et l'historique du déclin démographique pendant les périodes de mission et après la mission. Initialement, en 1943, Cook arrive à un chiffre seulement 7% plus élevé que celui suggéré précédemment par Kroeber: 133550 (à l'exclusion du Modoc, du Paiute du Nord, de Washoe, de l'Owens Valley Paiute et du Colorado River Yumans). :161–194 Cook a ensuite porte son estimation à 310 000. :161–194
Certains chercheurs pensent maintenant que des vagues de maladies épidémiques ont atteint la Californie bien avant l'arrivée des franciscains en 1769. Si cela est correct, cela peut impliquer que les estimations de la population utilisant le début de la période de la mission comme référence ont considérablement sous-estimé la population précolombienne de l'État,.

## État de Californie et génocide
La souveraineté mexicaine sur la Haute-Californie fut de courte durée, car après la signature du Traité de Guadalupe Hidalgo pour mettre fin à la guerre américano-mexicaine en 1848, les États-Unis prennent le contrôle de la Californie et adoptent le California Statehood Act le 9 septembre 1850. Dans la seconde moitié du XIXe siècle, les autorités étatiques et fédérales incitent, alors à aider et financer les mineurs, colons, éleveurs et milices populaires à asservir, kidnapper, assassiner et exterminer une proportion majeure d'Indiens d'Amérique déplacés, parfois dénommé avec mépris les «Diggers», utilisant bon nombre des mêmes politiques de violence contre la population autochtone qu’elle a appliquées sur tout son territoire,,,,,,,,.
Simultanément à l'extermination en cours, des rapports sur ses effets ont été portés à la connaissance du monde extérieur.
Un témoignage et un récit remarquables d'un témoin oculaire précoce: "Les Indiens de Californie" 1864, est de John Ross Browne, fonctionnaire des douanes et inspecteur des affaires indiennes sur la côte du Pacifique, catégorisant systématiquement la fraude, la corruption, le vol de terres, l'esclavage, le viol et le massacre perpétrés le une partie importante de la population autochtone.
Selon une estimation, au moins 4 500 Indiens de Californie ont été tués entre 1849 et 1870. L'historien Benjamin Madley a enregistré le nombre de meurtres d'Indiens de Californie entre 1846 et 1873 et a estimé qu'au cours de cette période, au moins 9400 à 16000 Indiens de Californie ont été tués par des non-Indiens, se produisant principalement dans plus de 370 massacres (définis comme le "meurtre intentionnel de cinq combattants désarmés ou plus ou des non-combattants en grande partie non armés, y compris des femmes, des enfants et des prisonniers, que ce soit dans le contexte d'une bataille ou autrement "). Le professeur Ed Castillo, de l'Université d'État de Sonoma, donne une estimation plus élevée: "Le travail manuel de ces escadrons de la mort bien armés, combiné au massacre généralisé d'Indiens par des mineurs individuels, a entraîné la mort de 100 000 Indiens au cours des deux premières années de la ruée vers l'or " .

## Modifications post-contact
Le déclin des populations californiennes indigènes à la fin des XVIIIe et XIXe siècles a été étudié en détail par Cook,,. Cook a évalué l'importance relative des diverses sources du déclin, y compris les maladies épidémiques de l'Ancien Monde, la violence, les changements nutritionnels et le choc culturel. Les déclins avaient tendance à être les plus marqués dans les zones directement touchées par les missions et la ruée vers l'or. D'autres études ont abordé les changements survenus au sein de régions individuelles ou de groupes ethnolinguistiques.
La population autochtone californienne a atteint son plus bas niveau d'environ 25 000 à la fin du XIXe siècle. Sur la base de l'estimation de Kroeber de 133 000 personnes en 1770  cela représente une diminution de plus de 80%. En utilisant le chiffre révisé de Cook, cela constitue une baisse de plus de 90%. Sur ce, Cook a rendu ses critiques les plus sévères:

« The first (factor) was the food supply ... The second factor was disease. ...
A third factor, which strongly intensified the effect of the other two, was the social and physical disruption visited upon the Indian. He was driven from his home by the thousands, starved, beaten, raped, and murdered with impunity. He was not only given no assistance in the struggle against foreign diseases, but was prevented from adopting even the most elementary measures to secure his food, clothing, and shelter. The utter devastation caused by the white man was literally incredible, and not until the population figures are examined does the extent of the havoc become evident.:200 »

La population a ensuite augmenté considérablement tout au long du XXe siècle. Cette reprise peut représenter à la fois une véritable croissance démographique et des modèles changeants dans l'auto-description ethnique. Au XXIe siècle, après plus de huit générations d'interaction étroite entre les Californiens autochtones et les individus d'origine européenne, asiatique, africaine et autre d'origine amérindienne, il peut y avoir peu de base objective pour quantifier la composante californienne autochtone au sein de la population de l'État. Cependant, les rôles de réservation et les auto-descriptions du recensement fournissent certaines informations[réf. nécessaire].